# Petrophile shirleyae
Petrophile shirleyae är en tvåhjärtbladig växtart som beskrevs av Frederick Manson Bailey. Petrophile shirleyae ingår i släktet Petrophile och familjen Proteaceae. Inga underarter finns listade i Catalogue of Life.